# Noah Taylor
Noah George Taylor (Londres; 4 de septiembre de 1969) es un actor británico.

## Biografía
Es hijo de Maggie, una periodista y editora de libros y de Paul Taylor, un redactor publicitario y periodista, ambos padres australianos, tiene un hermano menor. Sus padres se divorciaron cuando él tenía 14 años.
Noah nació en Londres pero emigró a Australia cuando tenía cinco años, y creció en Clifton Hill y St Kilda (Victoria), los suburbios de Melbourne.  
Taylor dejó la escuela, quedándose en su casa a los 16 años sin la intención de convertirse en un actor. Un amigo, sin embargo, sugirió que probara el teatro como «algo que hacer en los fines de semana» y para Taylor fue una experiencia tan agradable que optó por hacer su carrera artística. 
En septiembre del 2007 Noah le dio la bienvenida a su primera hija, Martha Taylor de una relación anterior.
El 14 de noviembre de 2012 se casó con Dionne Harris, una diseñadora de modas australiana.

## Carrera
Después de participar en obras del St Martin's Youth Theater, teatro en South Yarra.
Su debut fue en 1987 apareció en la película The Year That My Voice Broke, también apareció en su secuela, Flirting, de 1991.
Taylor primero ganó la atención internacional como un atormentado joven pianista David Helfgott en la película Shine (1996). Un resumen de la carrera de Taylor incluiría películas de acción, (Lara Croft: Tomb Raider), comedias (The Life Aquatic with Steve Zissou), thrillers psicológicos (Vanilla Sky) y dramas históricos (Max, en la que interpretó al joven Adolf Hitler).
Taylor comentó en una ocasión de una entrevista, que estaba enfermo de interpretar los recuerdos nostálgicos de otras personas. Lo ha hecho, además de con el joven David Helfgott de Shine, basada en un libro de la hermana de Helfgott; en una serie de películas como The Kid Nostradamus, que se basó, al parecer, en las memorias del autor australiano Bob Ellis; He Died with a Felafel in His Hand, basada en las memorias de John Birmingham;  y Casi famosos, basada en las memorias del escritor de la película y director, Cameron Crowe.
Noah aparece en los vídeos de “Romeos”, de la banda alemana Alphaville en 1987, cuando tenía apenas 18 años, "Fifteen Feet of Pure White Snow", una canción del australiano Nick Cave y la banda The Bad Seeds; y en el de "M. O. R.", de la banda inglesa Blur. Taylor protagoniza el thriller de misterio de Simon Rumley Rojo blanco y azul, que tuvo su estreno mundial en el marco del Festival de Cine SXSW, en marzo de 2010.
En el 2013 se unió al elenco recurrente de la tercera temporada de la serie Game of Thrones donde da vida a Locke.
En el 2014 Noah se unió al elenco de la segunda temporada de la serie Peaky Blinders donde interpretó a Darby Sabini, el jefe de una organización italiana que se interpone en el camino de los planes para la expansión de "Peaky Blinders".
En el 2015 se unió al elenco de la serie Powers donde interpretó a Johnny Royalle, un protegido de Wolfe y antiguo amigo de Christian Walker, que tiene el poder de teletransportarse y teletransportar objetos con los que tenga contacto. El dueño de "Here and Gone Club" donde las personas con poderes usualmente se juntan.
En el 2016 aparecerá en Quarry donde interpretará a Buddy, un asesino a sueldo que ayuda a Quarry.
En mayo del mismo año se anunció que Noah se había unido al elenco de la serie dramática Deep Water.
En el 2017 se unirá al elenco principal de la segunda temporada de la serie Preacher.

## Filmografía

### Series de televisión
| Año         | Título                   | Personaje         | episodios                        |
| ----------- | ------------------------ | ----------------- | -------------------------------- |
| 2023        | A Small Light            | Fritz Pfeffer     | 6 episodios                      |
| 2019        | Hanna                    | Dr. Roland Kunek  | 3 episodios                      |
| 2017        | Preacher                 | Adolf Hitler      | papel principal (temporadas 2–4) |
| 2016        | Deep Water               | Det. Nick Manning | 4 episodios                      |
| 2015        | Powers                   | Johnny Royalle    | 10 episodios                     |
| 2015        | And Then There Were None | Thomas Rogers     | 2 episodios - miniserie          |
| 2014        | Peaky Blinders           | Darby Sabini      | 6 episodios                      |
| 2013 - 2014 | Game of Thrones          | Locke             | 8 episodios                      |
| 2012        | Hatfields & McCoys       | Lark Varney       | 2 episodios - miniserie          |
| 2012        | The Borgias              | -                 | 2 episodios                      |
| 2010        | Rake                     | Stanley Shrimpton | episodio "R vs Lorton"           |

### Películas
| Año  | Título                                     | Personaje           | Notas                                                                                               |
| ---- | ------------------------------------------ | ------------------- | --------------------------------------------------------------------------------------------------- |
| 2018 | Skyscraper                                 | Mr. Pierce          | junto a Dwayne Johnson, Neve Campbell, Chin Han, Roland Mølle, Pablo Schreiber y Byron Mann         |
| 2017 | Paddington 2                               | Phibs               | |
| 2014 | La abeja Maya                              | Crawley             | junto a Miriam Margolyes, Kodi Smit-McPhee, Richard Roxburgh, Jacki Weaver y Justine Clarke         |
| 2014 | The Menkoff Method                         | Max Menkoff         | junto a David Whiteley, Jane Allsop, Catherine McClements, Brett Cousins y Lachlan Woods            |
| 2014 | Edge of Tomorrow                           | Dr. Carter          | junto a Tom Cruise, Emily Blunt, Bill Paxton, Brendan Gleeson                                       |
| 2014 | Predestination                             | Robertson           | junto a Ethan Hawke, Madeleine West, Freya Stafford y Dennis Coard                                  |
| 2005 | The New World                              | Selway              | junto a Colin Farrell, Q'orianka Kilcher, Christopher Plummer, David Thewlis y Ben Mendelsohn       |
| 2005 | Charlie and the Chocolate Factory          | Sr. Bucket          | junto a Johnny Depp, Helena Bonham Carter, Christopher Lee y David Kelly                            |
| 2004 | The Life Aquatic with Steve Zissou         | Vladimir Wolodarsky | junto a Bill Murray, Owen Wilson, Cate Blanchett, Anjelica Huston y Willem Dafoe                    |
| 2003 | Lara Croft Tomb Raider: The Cradle of Life | Bryce               | junto a Angelina Jolie, Gerard Butler y Ciarán Hinds                                                |
| 2001 | Lara Croft: Tomb Raider                    | Bryce               | junto a Angelina Jolie, Daniel Craig y John Voight                                                  |
| 2001 | Vanilla Sky                                | Edmund Ventura      | junto a Tom Cruise, Penelope Cruz, Kurt Russell, Jason Lee, Tilda Swinton y Michael Shannon         |
| 2000 | Almost Famous                              | Dick Roswell        | junto a Kate Hudson, Jason Lee, Zooey Deschanel, Anna Paquin, Philip Seymour Hoffman y Billy Crudup |
| 1997 | True Love and Chaos                        | Dean                | junto a Naveen Andrews, Kim Davies, Miranda Otto, Ben Mendelsohn, Hugo Weaving y Geneviève Picot    |
| 1996 | Shine                                      | David Helfgott      | junto a Geoffrey Rush, Sonia Todd, Ella Scott Lynch, Nicholas Bell y Chris Haywood                  |
| 1993 | The Nostradamus Kid                        | Ken Elkin           | junto a Miranda Otto, Jack Campbell, Loene Carmen, Lucy Bell, Colin Friels y Alice Garner           |
| 1991 | Dead to the World                          | Skip                | junto a Lynette Curran, Richard Roxburgh, Paul Chubb, Paul Goddard y William McInnes                |
| 1990 | The Last Crop                              | Craig Sweeney       | junto a Kerry Walker, William McInnes y Sarah Hooper                                                |
| 1989 | Lover Boy                                  | Mich                | junto a Ben Mendelsohn, Gillian Jones, Alice Garner y Daniel Pollock                                |
| 1987 | The Year My Voice Broke                    | Danny Embling       | junto a Ben Mendelsohn, Loene Carmen, Rob Carlton y Bruce Spence                                    |

## Premios y nominaciones
| Año  | Categoría                                                          | Premio                             | Película      | Resultado |
| ---- | ------------------------------------------------------------------ | ---------------------------------- | ------------- | --------- |
| 2001 | Outstanding Performance by the Cast of a Theatrical Motion Picture | SAG Award                          | Almost Famous | Nominados |
| 2001 | Best Ensemble Cast Performance                                     | OFCS Award                         | Almost Famous | Ganaron   |
| 1999 | Best Actor                                                         | Sitges International Film Festival | Simon Magus   | Ganó      |
| 1997 | Outstanding Performance by a Male Actor in a Supporting Role       | SAG Award                          | Shine         | Nominado  |
| 1997 | Outstanding Performance by a Cast                                  | SAG Award                          | Shine         | Nominados |